# The Corporation
The Corporation è un documentario canadese del 2003, diretto da Mark Achbar e Jennifer Abbott e tratto dall'omonimo libro di Joel Bakan. È stato distribuito in Italia dalla Fandango ed è commercializzato anche da Feltrinelli, nella collana Real Cinema.
Il documentario analizza il potere che hanno le multinazionali (quelle che in America vengono chiamate corporations) nell'economia mondiale, dei loro profitti e dei danni che creano.

## Contenuto
Le corporation sono oggigiorno persone giuridiche che hanno l'obbligo di mettere la tutela dei loro azionisti, cioè la realizzazione di un profitto, al di sopra di ogni altro obiettivo. Per questo, esse non hanno alcun interesse a salvaguardare la natura o il benessere dei lavoratori: ad essere danneggiata dall'opera delle multinazionali, quindi, è la società. Il documentario spiega questo fenomeno e lo illustra con vari esempi, che comprendono, fra l'altro:
- lo sfruttamento della manodopera, specialmente nei paesi centroamericani, portato alla luce dalle indagini del Comitato Nazionale Americano per il Lavoro;
- la sintetizzazione e la diffusione di sostanze chimiche pericolose per la salute, come il DDT e l'Agente Arancio, prodotto dalla Monsanto e usato in Vietnam dall'esercito americano;
- la somministrazione alle mucche di un ormone (l'rBGH della Monsanto, detto anche rBST o Posilac). Questa sostanza, considerata sicura dalla Food and Drug Administration (FDA), avrebbe dovuto aumentare la produzione di latte, ma invece ha provocato casi di mastite (infiammazioni delle mammelle) delle mucche, che a sua volta ha provocato l'infezione batterica del latte. Un programma di Fox News ne avrebbe dovuto parlare, ma la Monsanto, con l'appoggio della Fox stessa, l'ha censurato;
- l'inquinamento delle fabbriche e di allevamenti animali;
- la pubblicità rivolta ai giovani di oggi, più sofisticata e creata appositamente perché i bambini condizionino gli acquisti dei genitori. Le corporation fanno leva sulla loro vulnerabilità per vendere i propri prodotti e per creare un esercito di "piccoli consumatori" che hanno cieca fiducia nelle multinazionali;
- il processo condotto dalla General Electric e dal prof. Chakrabarty contro l'Ufficio brevetti americano, che aveva rifiutato di brevettare un batterio geneticamente modificato. Prima di questo processo non era possibile brevettare esseri viventi, ma dopo la vittoria della multinazionale, questa regola è stata modificata e ora il divieto vale solo per la specie umana;
- le privatizzazioni dei beni pubblici, fra cui quella dei servizi idrici di una città boliviana (Cochabamba) che dava la possibilità a una multinazionale di distribuire l'acqua in cambio di un quarto del reddito dei cittadini, prevaricando, inoltre, i loro diritti. La popolazione si ribellò, ci furono degli scontri che provocarono numerosi feriti e un morto;
- la collusione fra le corporation e i regimi dittatoriali, specialmente fra l'IBM di New York e il Terzo Reich.

Particolarmente impietosa è l'analisi del comportamento delle corporation, che si rivela uguale a quello dello psicopatico:
(Robert Hare, psicologo dell'FBI)

## Riconoscimenti
- Premio del pubblico al Toronto International Film Festival
- Premio del pubblico al Calgary International Film Festival
- Premio del pubblico al Brasilia International Film Festival
- Premio del pubblico al Thessaloniki International Film Festival
- Premio del pubblico al Vancouver International Film Festival
- Premio del pubblico al Philadelphia International Film Festival
- Premio del pubblico al Sydney Film Festival
- Premio del pubblico al Rhodes Film Festival nella categoria Lungometraggi
- Premio del pubblico al Sundance Film Festival nella categoria Cinema mondiale, documentari
- Menzione speciale della giuria al Montreal New Film and Video Festival
- Premio per il miglior documentario al Seattle International Film Festival
- Sei Leo Awards nella categoria Documentari
- La lista completa dei premi ricevuti si trova in questa pagina web (tratta da archive.org)